# Twierdzenie Rolle’a

Ilustracja twierdzenia

Twierdzenie Rolle’a – twierdzenie klasycznej analizy matematycznej mówiące, że funkcja różniczkowalna przyjmująca te same wartości w dwóch różnych punktach ma pomiędzy nimi punkt stacjonarny, tzn. punkt, w którym nachylenie prostej stycznej do wykresu funkcji względem osi OX jest równe zeru.
Jest to najprostszy przypadek twierdzenia Lagrange’a o wartości średniej, a przez to – twierdzenia Cauchy’ego. Jest używane m.in. w dowodzie reguły znaków Kartezjusza.

## Wersja standardowa
Niech {\displaystyle f} będzie ciągłą funkcją rzeczywistą określoną na przedziale domkniętym {\displaystyle [a,b],} różniczkowalną na przedziale otwartym {\displaystyle (a,b).} Wówczas jeżeli {\displaystyle f(a)=f(b),} to istnieje taki punkt {\displaystyle c} należący do przedziału otwartego {\displaystyle (a,b),} że
{\displaystyle f'(c)=0}.
Z tej wersji twierdzenia Rolle’a korzysta się przy dowodzie twierdzenia Lagrange’a o wartości średniej, którego twierdzenie Rolle’a jest przypadkiem szczególnym.

## Dowód

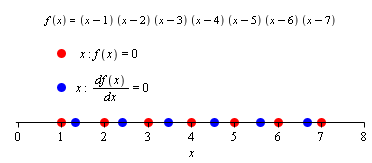
Wizualizacja twierdzenia

Jeżeli {\displaystyle f\equiv \mathrm {const} ,} to {\displaystyle f'(c)=0} dla każdego {\displaystyle c\in (a,b).} Gdy {\displaystyle f} nie jest tożsamościowo równa stałej, to istnieje taki punkt {\displaystyle x\in (a,b),} dla którego zachodzi
{\displaystyle f(x)>f(a)=f(b)}
lub
{\displaystyle f(x)<f(a)=f(b).}
Przypuśćmy, że zachodzi pierwszy przypadek, tzn. dla pewnego argumentu wartość funkcji jest większa od {\displaystyle f(a)=f(b);} rozumowanie w drugim przypadku jest analogiczne (wówczas trzeba rozważać wartość najmniejszą zamiast największej).
Określona na przedziale zwartym {\displaystyle [a,b]} funkcja ciągła {\displaystyle f} na mocy twierdzenia Weierstrassa przyjmuje wartość największą, tzn. istnieje taki punkt {\displaystyle c\in [a,b],} że
{\displaystyle f(c)=\sup f(x)}
dla {\displaystyle x\in [a,b].}
Z założenia, że istnieje wartość większa od {\displaystyle f(a)=f(b)} wynika, że {\displaystyle a\neq c\neq b,} tzn. {\displaystyle c\in (a,b).} Warunkiem koniecznym istnienia ekstremum globalnego funkcji {\displaystyle f} w {\displaystyle c} jest znikanie pochodnej w tym punkcie, co dowodzi tezy.

## Historia
Twierdzenie to – w innej postaci niż ta standardowa – znał w 1150 roku indyjski matematyk Bhaskaraćarja. W 1691 roku francuski matematyk Michel Rolle opublikował je w szczególnym przypadku dotyczącym wielomianów. Zostało nazwane na jego cześć najpóźniej w XIX wieku; nazwiskiem Rolle’a określił je w 1834 roku Moritz Wilhelm Drobisch.

## Uogólnienia
Niech {\displaystyle h:=b-a} będzie rzeczywistą liczbą dodatnią, a {\displaystyle x:=a,} wtedy {\displaystyle x+h=b.} Punkt {\displaystyle c\in (a,b)} można zapisać jako {\displaystyle x+\theta h,} gdzie {\displaystyle \theta \in (0,1).}
Przy takich oznaczeniach twierdzenie Rolle’a ma postać:
Jeśli
{\displaystyle f(x+h)=f(x),}
to istnieje punkt {\displaystyle x+\theta h,} dla którego
{\displaystyle f'(x+\theta h)h=0.}
Rezygnacja z warunku {\displaystyle f(a)=f(b),} czyli {\displaystyle f(x)=f(x+h),} prowadzi do ogólniejszego twierdzenia Lagrange’a:
Istnieje taki punkt {\displaystyle x+\theta h,} który spełnia tożsamość
{\displaystyle f(x+h)=f(x)+f'(x+\theta h)h.}
Z kolei dalekim uogólnieniem twierdzenia Lagrange’a jest twierdzenie Taylora mówiące, że:
Istnieje taki punkt {\displaystyle x+\theta h,} dla którego zachodzi:
{\displaystyle f(x+h)={\frac {f^{(0)}(x)}{0!}}h^{0}+{\frac {f'(x)}{1!}}h^{1}+{\frac {f^{(2)}(x)}{2!}}h^{2}+\dots +{\frac {f^{(n)}(x)}{n!}}h^{n}+{\frac {f^{(n+1)}(x+\theta h)}{(n+1)!}}h^{n+1},}
gdzie o funkcji {\displaystyle f} zakłada się, by była {\displaystyle n+1} razy różniczkowalna.
Twierdzenie Rolle’a uzyskuje się z niego przyjmując {\displaystyle n=0.}